# Philadelphia Quakers
Philadelphia Quakers byl profesionální americký klub ledního hokeje, který sídlil v pensylvánském městě Philadelphia. V letech 1930–1931 působil v profesionální soutěži National Hockey League. Quakers hrály ve své poslední sezóně v Americké divizi. Své domácí zápasy odehrával v hale Philadelphia Arena s kapacitou 5 526 diváků. Klubové barvy byly černá, oranžová a bílá.
Philadelphia Quakers vstoupili do NHL v roce 1930 jako nástupci Pittsburghu Pirates. Svůj název získal z označení Quaker City (hanlivý název pro Philadelphii) a znamenalo to město zločinců a mafií. V NHL vydrželi pouze v sezoně 1930/1931, kterou zakončili s bilancí 4 vítězství, 4 remízy, 36 porážek při skóre 76:184.

## Galerie

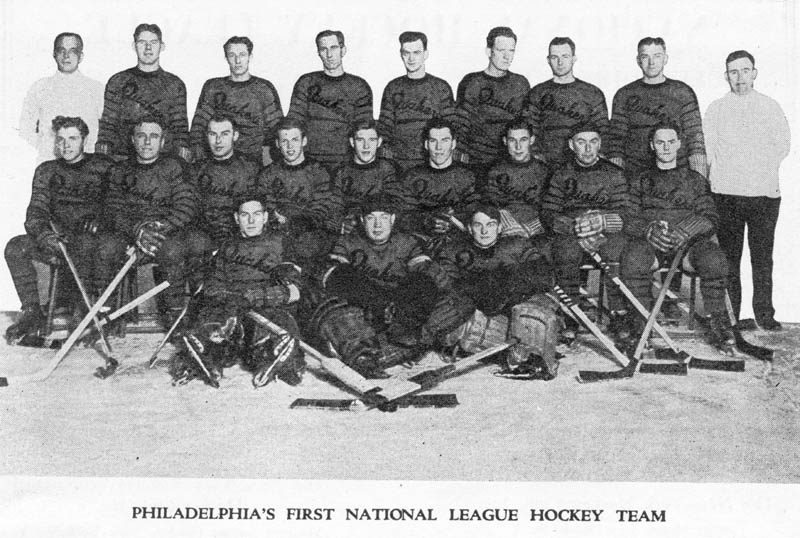
Philadelphia Quakers v sezoně 1930/1931
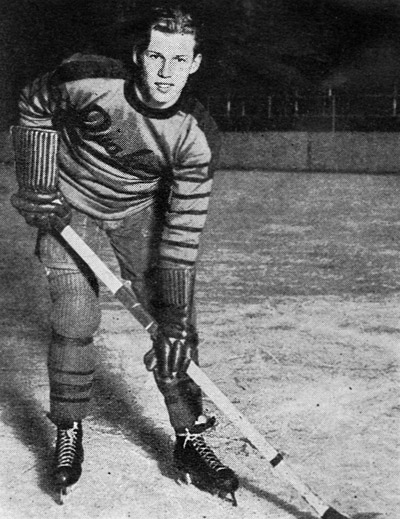
Syd Howe

## Umístění v jednotlivých sezonách
Stručný přehled
Zdroj: 
- 1930–1931: National Hockey League (Americká divize)

Jednotlivé ročníky
Zdroj: 
Legenda: Z - zápasy, V - výhry, VP - výhry v prodloužení, R - remízy, P - porážky, PP - porážky v prodloužení, VG - vstřelené góly, OG - obdržené góly, +/- - rozdíl skóre, B - body, KPW - Konference Prince z Walesu, CK - Campbellova konference, ZK - Západní konference, VK - Východní konference, fialové podbarvení - reorganizace, změna skupiny či soutěže
| USA / Kanada (1930 – 1931) |                       |        |    |   |    |   |    |    |    |     |      |    |        |          |
| Sezóny                     | Liga                  | Úroveň | Z  | V | VP | R | PP | P  | VG | OG  | +/-  | B  | Pozice | Play-off |
| 1930/31                    | NHL (Americká divize) | 1      | 44 | 4 | –  | 4 | –  | 36 | 76 | 184 | -108 | 12 | 5.     | Ne       |